# 12 anni schiavo
12 anni schiavo (12 Years a Slave) è un film del 2013 diretto da Steve McQueen.
Tratto dall'omonima autobiografia di Solomon Northup edita nel 1853, il film ha vinto l'Oscar al miglior film. Gli interpreti principali sono Chiwetel Ejiofor nel ruolo del protagonista, Michael Fassbender, Benedict Cumberbatch, Paul Dano, Paul Giamatti, Brad Pitt, quest'ultimo anche produttore della pellicola, e Lupita Nyong'o, vincitrice dell'Oscar alla miglior attrice non protagonista.
Nel 2022 il film è stato selezionato per la conservazione nel National Film Registry degli Stati Uniti dalla Biblioteca del Congresso come "culturalmente, storicamente o esteticamente significativo".

## Trama
Nel 1841, prima della guerra di secessione, Solomon Northup, talentuoso violinista nero, vive libero nella cittadina di Saratoga Springs (nello Stato di New York) con la moglie Anne e i figli Margaret e Alonzo. Ingannato da due falsi agenti di spettacolo, si reca con questi a Washington, dove - dopo essere stato drogato - viene imprigionato, frustato, privato dei documenti che certificano la sua libertà e portato in Louisiana, dove rimarrà in schiavitù fino al 1853, cambiando per tre volte padrone e lavorando principalmente nella piantagione di cotone del perfido schiavista Edwin Epps.
Tra la crudeltà di Epps e inaspettati quanto rari atti di bontà, Solomon lotta non solo per sopravvivere, ma anche per conservare la propria dignità. Nel dodicesimo anno della sua indimenticabile disavventura, l'incontro casuale con l'abolizionista canadese Samuel Bass rappresenta per la sua vita la svolta cui quasi non sperava più. Bass riesce a rintracciare la famiglia di Solomon che così in breve è raggiunto, identificato e finalmente liberato.
Tornato a casa, riabbraccia la moglie e i figli ormai adulti, tra cui la figlia che ha avuto un bambino che ha chiamato come suo padre. Negli anni successivi, Solomon intraprese una battaglia legale contro i rapitori senza, tuttavia, ottenere giustizia. Si adoperò per la causa abolizionista.

## Colonna sonora
1. Tim Fain – Devil's Dream
2. John Legend – Roll Jordan Roll
3. Gary Clark Jr. – Freight Train
4. Tim Fain e Caitlin Sullivan – Yarney's Waltz
5. Alabama Shakes – Driva Man
6. David Hughey e Roosevelt Credit – My Lord Sunshine (Sunrise)
7. John Legend feat. Fink – Move
8. Hans Zimmer – Washington
9. Gary Clark Jr. – (In the Evening) When the Sun Goes Down
10. Alicia Keys – Queen of the Field (Patsey's Song)
11. Hans Zimmer – Solomon
12. Laura Mvula – Little Girl Blue
13. Chris Cornell feat. Joy Williams – Misery Chain
14. Topsy Chapman feat. Chiwetel Ejiofor – Roll Jordan Roll
15. Tim Fain – Money Musk
16. Cody Chesnutt – What Does Freedom Mean (To a Free Man)

## Distribuzione
Il poster e il primo trailer del film sono stati diffusi il 15 luglio 2013, mentre in lingua italiana a partire dal 12 dicembre dello stesso anno. Il film è stato presentato in anteprima al Telluride Film Festival e successivamente al Toronto International Film Festival, dove ha vinto il premio del pubblico.
La pellicola viene distribuita nei cinema statunitensi a partire dal 18 ottobre 2013, mentre in Italia dal 20 febbraio 2014.
I primi poster della versione italiana, a differenza di quella statunitense, mostrano in secondo piano il protagonista britannico Chiwetel Ejiofor, dando invece risalto a Brad Pitt e Michael Fassbender, scelta che ha causato accese polemiche, fino a far rimpiazzare i poster con un'altra versione.

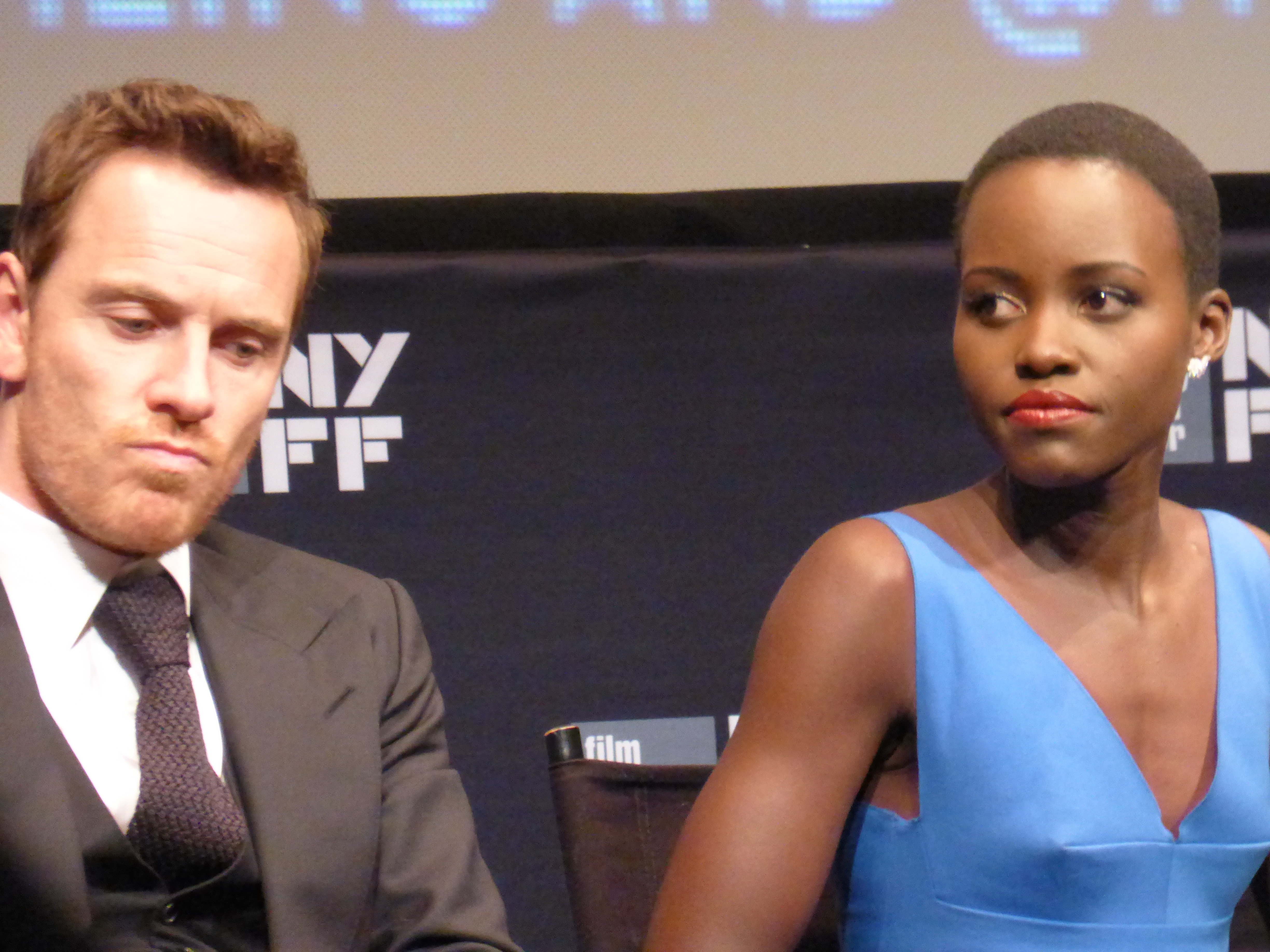
Michael Fassbender e Lupita Nyong'o al New York Film Festival del 2013

## Accoglienza

### Incassi
Al 22 marzo 2014, il film ha guadagnato un totale di $175 747 653 di cui $55 590 585 negli USA. Negli Stati Uniti ha esordito incassando nel weekend $923 715 su 19 schermi. Il weekend successivo, il film entra nella top ten dopo aver aumentato a 123 schermi incassando altri $2,1 milioni. Ha continuato nel terzo weekend a migliorare, incassando $4,6 milioni in 410 location.

## Riconoscimenti
- 2014 - Premio Oscar
  - Miglior film a Brad Pitt, Dede Gardner, Jeremy Kleiner, Steve McQueen e Anthony Katagas
  - Miglior attrice non protagonista a Lupita Nyong'o
  - Migliore sceneggiatura non originale a John Ridley
  - Candidatura come Migliore regia a Steve McQueen
  - Candidatura come Miglior attore protagonista a Chiwetel Ejiofor
  - Candidatura come Miglior attore non protagonista a Michael Fassbender
  - Candidatura come Miglior montaggio a Joe Walker
  - Candidatura come Miglior scenografia ad Adam Stockhausen e Alice Baker
  - Candidatura come Migliori costumi a Patricia Norris
- 2014 - Golden Globe
  - Miglior film drammatico
  - Candidatura come Miglior regista a Steve McQueen
  - Candidatura come Miglior attore in un film drammatico a Chiwetel Ejiofor
  - Candidatura come Miglior attore non protagonista a Michael Fassbender
  - Candidatura come Miglior attrice non protagonista a Lupita Nyong'o
  - Candidatura come Miglior sceneggiatura a John Ridley
  - Candidatura come Miglior colonna sonora a Hans Zimmer
- 2014 - BAFTA Awards
  - Miglior film a Brad Pitt, Dede Gardner, Jeremy Kleiner, Steve McQueen e Anthony Katagas
  - Miglior attore protagonista a Chiwetel Ejiofor
  - Candidatura come Miglior regista a Steve McQueen
  - Candidatura come Miglior attore non protagonista a Michael Fassbender
  - Candidatura come Miglior attrice non protagonista a Lupita Nyong'o
  - Candidatura come Miglior sceneggiatura non originale a John Ridley
  - Candidatura come Miglior fotografia a Sean Bobbitt
  - Candidatura come Miglior montaggio a Joe Walker
  - Candidatura come Miglior scenografia ad Adam Stockhausen e Alice Baker
  - Candidatura come Miglior colonna sonora a Hans Zimmer
- 2014 - Critics' Choice Movie Award
  - Miglior film
  - Miglior attrice non protagonista a Lupita Nyong'o
  - Miglior sceneggiatura non originale a John Ridley
  - Candidatura come Miglior regista a Steve McQueen
  - Candidatura come Miglior attore a Chiwetel Ejiofor
  - Candidatura come Miglior attore non protagonista a Michael Fassbender
  - Candidatura come Miglior cast corale
  - Candidatura come Miglior scenografia ad Adam Stockhausen e Alice Baker
  - Candidatura come Miglior fotografia a Sean Bobbitt
  - Candidatura come Migliori costumi a Patricia Norris
  - Candidatura come Miglior montaggio a Joe Walker
  - Candidatura come Miglior trucco a Ma Kalaadevi Ananda
  - Candidatura come Miglior compositore a Hans Zimmer
- 2014 - Independent Spirit Awards
  - Miglior film
  - Miglior regista a Steve McQueen
  - Miglior sceneggiatura a John Ridley
  - Miglior attrice non protagonista a Lupita Nyong'o
  - Miglior fotografia a Sean Bobbitt
  - Candidatura come Miglior attore protagonista a Chiwetel Ejiofor
  - Candidatura come Miglior attore non protagonista a Michael Fassbender
- 2014 - Satellite Award
  - Miglior film
  - Miglior regista a Steve McQueen
  - Candidatura come Miglior attore a Chiwetel Ejiofor
  - Candidatura come Miglior attore non protagonista a Michael Fassbender
  - Candidatura come Migliore attrice non protagonista a Lupita Nyong'o
  - Candidatura come Miglior sceneggiatura non originale a John Ridley
  - Candidatura come Miglior fotografia a Sean Bobbitt
  - Candidatura come Migliori costumi a Patricia Norris
  - Candidatura come Miglior montaggio a Joe Walker
  - Candidatura come Miglior colonna sonora originale a Hans Zimmer
- 2014 - Saturn Award
  - Miglior film indipendente
- 2014 - 3rd AACTA Awards
  - Miglior attore internazionale a Chiwetel Ejiofor
  - Miglior attore non protagonista internazionale a Michael Fassbender
  - Candidatura come Miglior film internazionale
  - Candidatura come Miglior attrice non protagonista internazionale a Lupita Nyong'o
  - Candidatura come Miglior regista internazionale a Steve McQueen
  - Candidatura come Miglior sceneggiatura non originale internazionale a John Ridley
- 2014 - Alliance of Women Film Journalists
  - Miglior film
  - Miglior regista a Steve McQueen
  - Miglior attrice non protagonista a Lupita Nyong'o
  - Miglior rivelazione a Lupita Nyong'o
  - Miglior sceneggiatura non originale a John Ridley
  - Miglior scena a Chiwetel Ejiofor
  - Candidatura come Miglior scena a Lupita Nyong'o
  - Candidatura come Miglior attore non protagonista a Michael Fassbender
  - Candidatura come Miglior attore a Chiwetel Ejiofor
  - Candidatura come Miglior colonna sonora a Hans Zimmer
  - Candidatura come Miglior cast
  - Candidatura come Miglior fotografia a Sean Bobbitt
  - Candidatura come Miglior montaggio a Joe Walker
- 2014 - American Cinema Editors Awards
  - Candidatura come Miglior film
- 2014 - American Society of Cinematographers Awards
  - Candidatura come Miglior fotografia a Sean Bobbitt
- 2014 - Art Directors Guild Awards
  - Candidatura come Miglior film con ambientazione d'epoca ad Adam Stockhausen e Alice Baker
- 2014 - Awards Circuit Opens Community Awards
  - Miglior attrice non protagonista a Lupita Nyong'o
  - Miglior scrittura a John Ridley
  - Candidatura come Miglior film
  - Candidatura come Miglior regia a Steve McQueen
  - Candidatura come Miglior attore a Chiwetel Ejiofor
  - Candidatura come Miglior fotografia a Sean Bobbitt
  - Candidatura come Miglior scenografia ad Adam Stockhausen e Alice Baker
  - Candidatura come Miglior cast
  - Candidatura come Miglior performance a Lupita Nyong'o
- 2014 - Black Reel Awards
  - Miglior film
  - Miglior attore a Chiwetel Ejiofor
  - Miglior attrice non protagonista a Lupita Nyong'o
  - Miglior regista a Steve McQueen
  - Miglior cast
  - Miglior performance a Lupita Nyong'o
  - Miglior sceneggiatura non originale a John Ridley
  - Miglior colonna sonora a Hans Zimmer
  - Candidatura come Miglior canzone a "Queen of the Field (Patsey's Song)" di Alicia Keys
- 2014 - Capri Hollywood Film Festival
  - Miglior attore non protagonista a Michael Fassbender
  - Miglior sceneggiatura non originale a John Ridley
  - Candidatura come Miglior film
- 2014 - Costume Designers Guild Award
  - Migliori costumi in un film d'ambientazione d'epoca a Patricia Norris
- 2014 - David di Donatello
  - Candidatura come Miglior film straniero
- 2014 - Directors Guild of America Award
  - Candidatura come Direzione Eccezionale a Steve McQueen
- 2014 - Dorian Awards
  - Film dell'anno
  - Candidatura come Performance maschile dell'anno a Chiwetel Ejiofor
  - Candidatura come Performance femminile dell'anno a Lupita Nyong'o
  - Candidatura come Rivelazione dell'anno a Lupita Nyong'o
- 2014 - Empire Awards
  - Miglior attore non protagonista a Michael Fassbender
  - Candidatura come Miglior film
  - Candidatura come Miglior regista a Steve McQueen
  - Candidatura come Miglior attore a Chiwetel Ejiofor
  - Candidatura come Miglior debutto femminile a Lupita Nyong'o
  - Candidatura come Miglior attrice non protagonista a Lupita Nyong'o
- 2014 - Final Draft Annual Awards
  - Miglior sceneggiatura non originale a John Ridley
- 2014 - Gold Derby Awards
  - Miglior film
  - Miglior attrice non protagonista a Lupita Nyong'o
  - Miglior sceneggiatura non originale a John Ridley
  - Miglior performance a Lupita Nyong'o
  - Candidatura come Miglior regista a Steve McQueen
  - Candidatura come Miglior attore a Chiwetel Ejiofor
  - Candidatura come Miglior attore non protagonista a Michael Fassbender
  - Candidatura come Miglior cast
  - Candidatura come Miglior fotografia a Sean Bobbitt
  - Candidatura come Miglior scenografia ad Adam Stockhausen e Alice Baker
  - Candidatura come Migliori costumi a Patricia Norris
  - Candidatura come Miglior sonoro a Ryan Collins, Robert Jackson, Kirk Francis, Chris Navarro e Joshau Reinhardt
  - Candidatura come Miglior montaggio a Joe Walker
  - Candidatura come Miglior trucco a Ma Kalaadevi Ananda
  - Candidatura come Miglior colonna sonora a Hans Zimmer
- 2014 - Guardian Film Awards
  - Miglior regia a Steve McQueen
  - Candidatura come Miglior film
  - Candidatura come Miglior attore a Chiwetel Ejiofor
  - Candidatura come Miglior attrice non protagonista a Lupita Nyong'o
  - Candidatura come Miglior attore non protagonista a Michael Fassbender
  - Candidatura come Miglior scena a "Patsy ritorna con il sapone"
  - Candidatura come Miglior linea di dialogo a Liza J. Bennett
  - Candidatura come Miglior colpo di scena
  - Candidatura come Premio alla carriera a Steve McQueen
- 2014 - Guldbagge Award
  - Candidatura come Miglior film straniero
- 2014 - IGN Awards
  - Miglior attore a Chiwetel Ejiofor
  - Candidatura come Miglior film
  - Candidatura come Miglior film drammatico
  - Candidatura come Miglior regista a Steve McQueen
  - Candidatura come Miglior attrice a Lupita Nyong'o
- 2014 - International Cinephile Society Awards
  - Candidatura come Miglior film
  - Candidatura come Miglior attore a Chiwetel Ejiofor
  - Candidatura come Miglior attore non protagonista a Michael Fassbender
  - Candidatura come Miglior attrice non protagonista a Lupita Nyong'o
  - Candidatura come Miglior sceneggiatura non originale a John Ridley
  - Candidatura come Miglior colonna sonora a Hans Zimmer
  - Candidatura come Miglior cast
- 2014 - Irish Film and Television Award
  - Miglior attore internazionale a Chiwetel Ejiofor
  - Miglior attore non protagonista a Michael Fassbender
  - Candidatura come Miglior film internazionale
- 2014 - London Critics Circle Film Awards
  - Miglior film
  - Miglior attore a Chiwetel Ejiofor
  - Miglior attrice non protagonista a Lupita Nyong'o
  - Candidatura come Miglior regista a Steve McQueen
  - Candidatura come Miglior attore non protagonista a Michael Fassbender
  - Candidatura come Miglior attore britannico dell'anno a Chiwetel Ejiofor
  - Candidatura come Miglior attore britannico dell'anno a Michael Fassbender
  - Candidatura come Miglior fotografia a Sean Bobbitt
  - Candidatura come Miglior sceneggiatura non originale a John Ridley
- 2014 - Motion Picture Sound Editors
  - Candidatura come Miglior montaggio sonoro negli effetti sonori a Ryan Collins e Robert Jackson
  - Candidatura come Miglior sonoro in un film a Katrina Schiller
  - Candidatura come Migliori dialoghi e ADR a Ryan Collins
- 2014 - MTV Movie Awards
  - Candidatura come Miglior film
  - Candidatura come Miglior performance maschile a Chiwetel Ejiofor
  - Candidatura come Miglior performance femminile a Lupita Nyong'o
  - Candidatura come Miglior cattivo a Michael Fassbender
- 2014 - NAACP Image Award
  - Miglior film
  - Miglior regia a Steve McQueen
  - Miglior scrittura a John Ridley
  - Miglior attrice non protagonista a Lupita Nyong'o
  - Candidatura come Miglior attore a Chiwetel Ejiofor
  - Candidatura come Miglior attrice non protagonista a Alfre Woodard
- 2014 - Producers Guild of America Awards
  - Miglior film
- 2014 - Screen Actors Guild Award
  - Miglior attrice non protagonista a Lupita Nyong'o
  - Candidatura come Miglior attore a Chiwetel Ejiofor
  - Candidatura come Miglior attore non protagonista a Michael Fassbender
  - Candidatura come Miglior cast
- 2014 - Screen Nation Film & TV Awards
  - Miglior film internazionale
  - Miglior performance maschile a Chiwetel Ejiofor
  - Miglior attrice rivelazione africana a Lupita Nyong'o
- 2014 - UK Regional Critics' Film Awards
  - Miglior film
  - Miglior attore a Chiwetel Ejiofor
- 2014 - USC Scripter Award
  - Miglior sceneggiatura non originale a John Ridley
- 2014 - Vancouver Film Critics Circle Awards
  - Miglior film
  - Candidatura come Miglior attore a Chiwetel Ejiofor
  - Candidatura come Miglior attrice non protagonista a Lupita Nyong'o
  - Candidatura come Miglior attore non protagonista a Michael Fassbender
  - Candidatura come Miglior regista a Steve McQueen
  - Candidatura come Miglior sceneggiatura non originale a John Ridley
- 2013 - African-American Film Critics Association Awards
  - Miglior film
  - Miglior regista a Steve McQueen
  - Miglior performance a Lupita Nyong'o
  - Miglior sceneggiatura non originale a John Ridley
- 2013 - Black Film Critics Circle Awards
  - Miglior film
  - Miglior regista a Steve McQueen
  - Miglior attore a Chiwetel Ejiofor
  - Miglior attrice non protagonista a Lupita Nyong'o
  - Miglior sceneggiatura non originale a John Ridley
  - Miglior cast
- 2013 - Britannia Awards
  - Miglior artista dell'anno a Benedict Cumberbatch
- 2013 - Camerimage
  - Premio Rana d'oro
- 2013 - Gotham Independent Film Awards
  - Candidatura come Premio del pubblico
  - Candidatura come Miglior film
  - Candidatura come Miglior attore a Chiwetel Ejiofor
  - Candidatura come Miglior attrice non protagonista a Lupita Nyong'o
- 2013 - National Board of Review Awards
  - Migliori dieci film dell'anno
- 2013 - National Society of Film Critics Awards
  - Candidatura come Miglior film
  - Candidatura come Miglior regista a Steve McQueen
  - Candidatura come Miglior attore a Chiwetel Ejiofor
  - Candidatura come Miglior attrice non protagonista a Lupita Nyong'o
- 2013 - AARP Annual Movies for Grownups Awards
  - Miglior film
- 2013 -  American Film Institute Award
  - Migliori dieci film dell'anno
- 2013 - Austin Film Critics Association Awards
  - Miglior attore a Chiwetel Ejiofor
  - Miglior attrice non protagonista a Lupita Nyong'o
  - Miglior sceneggiatura non originale a John Ridley
  - Candidatura come Miglior film
- 2013 - Boston Society of Film Critics
  - Miglior film
  - Miglior attore a Chiwetel Ejiofor
  - Miglior regista a Steve McQueen
  - Candidatura come Miglior attrice non protagonista a Lupita Nyong'o
- 2013 - Boston Online Film Critics Association Awards
  - Miglior film
  - Migliori dieci film dell'anno
  - Miglior attore a Chiwetel Ejiofor
  - Miglior regista a Steve McQueen
  - Miglior attrice non protagonista a Lupita Nyong'o
  - Miglior cast
  - Miglior colonna sonora a Hans Zimmer
  - Miglior montaggio a Joe Walker
- 2013 - Central Ohio Film Critics Awards
  - Miglior attore a Chiwetel Ejiofor
  - Candidatura come Miglior film
  - Candidatura come Miglior attore non protagonista a Michael Fassbender
  - Candidatura come Miglior attrice non protagonista a Lupita Nyong'o
  - Candidatura come Miglior regista a Steve McQueen
  - Candidatura come Miglior cast
  - Candidatura come Miglior fotografia a Sean Bobbitt
  - Candidatura come Miglior sceneggiatura non originale a John Ridley
  - Candidatura come Miglior colonna sonora a Hans Zimmer
- 2013 - Chicago Film Critics Association Awards
  - Miglior film
  - Miglior regista a Steve McQueen
  - Miglior attore a Chiwetel Ejiofor
  - Miglior attrice non protagonista a Lupita Nyong'o
  - Miglior sceneggiatura non originale a John Ridley
  - Candidatura come Miglior attore non protagonista a Michael Fassbender
  - Candidatura come Miglior colonna sonora a Hans Zimmer
  - Candidatura come Miglior fotografia a Sean Bobbitt
  - Candidatura come Miglior montaggio a Joe Walker
  - Candidatura come Miglior scenografia ad Adam Stockhausen e Alice Baker
  - Candidatura come Miglior performance a Lupita Nyong'o
- 2013 - Dallas–Fort Worth Film Critics Association Awards
  - Miglior film
  - Miglior sceneggiatura a John Ridley
  - Candidatura come Miglior attore a Chiwetel Ejiofor
  - Candidatura come Miglior attore non protagonista a Michael Fassbender
  - Candidatura come Miglior attrice non protagonista a Lupita Nyong'o
  - Candidatura come Miglior regista a Steve McQueen
  - Candidatura come Miglior fotografia a Sean Bobbitt
- 2013 - Denver Film Critics Society Awards
  - Candidatura come Miglior film
  - Candidatura come Miglior regista a Steve McQueen
  - Candidatura come Miglior attore a Chiwetel Ejiofor
  - Candidatura come Miglior attore non protagonista a Michael Fassbender
  - Candidatura come Miglior attrice non protagonista a Lupita Nyong'o
  - Candidatura come Miglior sceneggiatura non originale a John Ridley
  - Candidatura come Miglior colonna sonora a Hans Zimmer
- 2013 - Detroit Film Critics Society Awards
  - Candidatura come Miglior film
  - Candidatura come Miglior attore a Chiwetel Ejiofor
  - Candidatura come Miglior attrice non protagonista a Lupita Nyong'o
  - Candidatura come Miglior cast
- 2013 - Festival del cinema di Stoccolma
  - Menzione speciale - Cavallo di bronzo per il miglior film a Steve McQueen
  - Miglior colonna sonora a Hans Zimmer
- 2013 - Florida Film Critics Circle Awards
  - Miglior film
  - Miglior attore a Chiwetel Ejiofor
  - Miglior regista a Steve McQueen
  - Miglior attrice non protagonista a Lupita Nyong'o
  - Premio Pauline Kael a Lupita Nyong'o
  - Miglior sceneggiatura non originale a John Ridley
  - Candidatura come Miglior attore non protagonista a Michael Fassbender
- 2013 - Georgia Film Critics Association Awards
  - Miglior attore a Chiwetel Ejiofor
  - Miglior attore non protagonista a Michael Fassbender
  - Miglior attrice non protagonista a Lupita Nyong'o
  - Candidatura come Miglior performance a Lupita Nyong'o
  - Candidatura come Miglior film
  - Candidatura come Miglior regista a Steve McQueen
  - Candidatura come Miglior cast
  - Candidatura come Miglior colonna sonora a Hans Zimmer
  - Candidatura come Miglior fotografia a Sean Bobbitt
  - Candidatura come Miglior sceneggiatura non originale a John Ridley
  - Candidatura come Miglior scenografia ad Adam Stockhausen e Alice Baker
- 2013 - Hamptons International Film Festival
  - Miglior performance a Lupita Nyong'o
- 2013 - Hollywood Film Festival
  - New Hollywood Award a Lupita Nyong'o
- 2013 - Houston Film Critics Society Awards
  - Miglior film
  - Miglior attore a Chiwetel Ejiofor
  - Miglior attrice non protagonista a Lupita Nyong'o
  - Miglior sceneggiatura non originale a John Ridley
  - Candidatura come Miglior regista a Steve McQueen
  - Candidatura come Miglior attore non protagonista a Michael Fassbender
  - Candidatura come Miglior fotografia a Sean Bobbitt
  - Candidatura come Miglior colonna sonora a Hans Zimmer
- 2013 - Kansas City Film Critics Circle Awards
  - Miglior film
  - Miglior regista a Steve McQueen
  - Miglior attore a Chiwetel Ejiofor
  - Miglior attore non protagonista a Michael Fassbender
  - Miglior attrice non protagonista a Lupita Nyong'o
  - Miglior sceneggiatura non originale a John Ridley
- 2013 - Indiana Film Critics Association Awards
  - Miglior film
  - Miglior attore a Chiwetel Ejiofor
  - Miglior regista a Steve McQueen
  - Miglior colonna sonora a Hans Zimmer
  - Candidatura come Miglior sceneggiatura non originale a John Ridley
- 2013 - Iowa Film Critics Awards
  - Miglior film
  - Miglior attore a Chiwetel Ejiofor
  - Miglior regista a Steve McQueen
  - Miglior attrice non protagonista a Lupita Nyong'o
  - Miglior attore non protagonista a Michael Fassbender
- 2013 - Las Vegas Film Critics Society Awards
  - Miglior film
  - Migliori dieci film dell'anno
  - Miglior regista a Steve McQueen
  - Miglior attrice non protagonista a Lupita Nyong'o
  - Miglior colonna sonora a Hans Zimmer
  - Migliori costumi a Patricia Norris
- 2013 - Los Angeles Film Critics Association Awards
  - Miglior attrice non protagonista a Lupita Nyong'o
  - Candidatura come Miglior attore a Chiwetel Ejiofor
  - Menzione speciale al Team creativo
- 2013 - Mill Valley Film Festival
  - Premio Mill Valley Film Festival a Steve McQueen e Chiwetel Ejiofor
  - Premio Audience del pubblico
- 2013 - Nevada Film Critics Society Awards
  - Miglior film
- 2013 - New York Film Critics Circle Awards
  - Miglior regista a Steve McQueen
  - Candidatura come Miglior film
  - Candidatura come Miglior attore a Chiwetel Ejiofor
  - Candidatura come Miglior attore non protagonista a Michael Fassbender
  - Candidatura come Miglior attrice non protagonista a Lupita Nyong'o
- 2013 - New York Film Critics Online Awards
  - Candidatura come Miglior film
  - Candidatura come Miglior attore a Chiwetel Ejiofor
  - Candidatura come Miglior attrice non protagonista a Lupita Nyong'o
- 2014 - North Carolina Film Critics Awards
  - Miglior film
  - Miglior attore a Chiwetel Ejiofor
  - Miglior regista a Steve McQueen
  - Miglior attrice non protagonista a Lupita Nyong'o
  - Miglior attore non protagonista a Michael Fassbender
  - Miglior sceneggiatura non originale a John Ridley
  - Candidatura come Miglior attrice non protagonista a Sarah Paulson
- 2013 - North Texas Film Critics Association Awards
  - Miglior attore a Chiwetel Ejiofor
- 2014 - Oklahoma Film Critics Circle Awards
  - Miglior attore a Chiwetel Ejiofor
  - Miglior sceneggiatura non originale a John Ridley
  - Candidatura come Migliori dieci film dell'anno
- 2013 - Online Film Critics Society Awards
  - Miglior film
  - Miglior attore a Chiwetel Ejiofor
  - Miglior attrice non protagonista a Lupita Nyong'o
  - Miglior attore non protagonista a Michael Fassbender
  - Miglior sceneggiatura non originale a John Ridley
  - Candidatura come Miglior regista a Steve McQueen
  - Candidatura come Miglior fotografia a Sean Bobbitt
  - Candidatura come Miglior montaggio a Joe Walker
- 2013 - Palm Springs International Film Festival
  - Regista dell'anno a Steve McQueen
  - Miglior performance a Lupita Nyong'o
- 2013 - Phoenix Film Critics Society Awards
  - Miglior film
  - Miglior attrice non protagonista a Lupita Nyong'o
  - Miglior sceneggiatura non originale a John Ridley
  - Candidatura come Miglior performance a Lupita Nyong'o
  - Candidatura come Miglior regista a Steve McQueen
  - Candidatura come Miglior attore a Chiwetel Ejiofor
  - Candidatura come Miglior attore non protagonista a Michael Fassbender
  - Candidatura come Miglior cast
  - Candidatura come Miglior fotografia a Sean Bobbitt
  - Candidatura come Miglior scenografia ad Adam Stockhausen e Alice Baker
  - Candidatura come Miglior costumi a Patricia Norris
  - Candidatura come Miglior montaggio a Joe Walker
  - Candidatura come Miglior colonna sonora a Hans Zimmer
- 2013 - San Diego Film Critics Society Awards
  - Candidatura come Miglior film
  - Candidatura come Miglior regista a Steve McQueen
  - Candidatura come Miglior attore a Chiwetel Ejiofor
  - Candidatura come Miglior attrice non protagonista a Lupita Nyong'o
  - Candidatura come Miglior attore non protagonista a Michael Fassbender
  - Candidatura come Miglior sceneggiatura non originale a John Ridley
  - Candidatura come Miglior fotografia a Sean Bobbitt
  - Candidatura come Miglior scenografia ad Adam Stockhausen e Alice Baker
  - Candidatura come Miglior montaggio a Joe Walker
- 2013 - San Francisco Film Critics Circle Awards
  - Miglior film
  - Miglior attore a Chiwetel Ejiofor
  - Miglior sceneggiatura non originale a John Ridley
  - Candidatura come Miglior regista a Steve McQueen
  - Candidatura come Miglior attore non protagonista a Michael Fassbender
  - Candidatura come Miglior attrice non protagonista a Lupita Nyong'o
  - Candidatura come Miglior fotografia a Sean Bobbitt
  - Candidatura come Miglior montaggio a Joe Walker
  - Candidatura come Miglior scenografia ad Adam Stockhausen e Alice Baker
- 2013 - Southeastern Film Critics Association Awards
  - Miglior film
  - Miglior attore a Chiwetel Ejiofor
  - Miglior regista a Steve McQueen
  - Miglior attrice non protagonista a Lupita Nyong'o
  - Miglior sceneggiatura non originale a John Ridley
  - Candidatura come Miglior cast
  - Candidatura come Miglior attore non protagonista a Michael Fassbender
  - Candidatura come Miglior fotografia a Sean Bobbitt
- 2013 - St. Louis Gateway Film Critics Association Awards
  - Miglior film
  - Miglior regista a Steve McQueen
  - Miglior attore a Chiwetel Ejiofor
  - Miglior attrice non protagonista a Lupita Nyong'o
  - Miglior sceneggiatura non originale a John Ridley
  - Miglior fotografia a Sean Bobbitt
  - Miglior scena
  - Candidatura come Miglior attore non protagonista a Michael Fassbender
  - Candidatura come Miglior colonna sonora a Hans Zimmer
  - Candidatura come Miglior scenografia ad Adam Stockhausen e Alice Baker
- 2013 - Toronto Film Critics Association Awards
  - Candidatura come Miglior film
  - Candidatura come Miglior attore a Chiwetel Ejiofor
  - Candidatura come Miglior regista a Steve McQueen
  - Candidatura come Miglior attore non protagonista a Michael Fassbender
  - Candidatura come Miglior attrice non protagonista a Lupita Nyong'o
- 2013 - Toronto International Film Festival
  - People's Choice Audience Award
- 2013 - Utah Film Critics Association Awards
  - Miglior attore a Chiwetel Ejiofor
  - Candidatura come Miglior film
  - Candidatura come Miglior regista a Steve McQueen
  - Candidatura come Miglior attore non protagonista a Michael Fassbender
  - Candidatura come Miglior sceneggiatura non originale a John Ridley
- 2013 - Village Voice Film Poll
  - Miglior regista a Steve McQueen
  - Miglior attore a Chiwetel Ejiofor
  - Miglior attrice non protagonista a Lupita Nyong'o
  - Candidatura come Miglior attore non protagonista a Michael Fassbender
- 2013 - Washington D.C. Area Film Critics Association Awards
  - Miglior film
  - Miglior attore a Chiwetel Ejiofor
  - Miglior attrice non protagonista a Lupita Nyong'o
  - Miglior sceneggiatura non originale a John Ridley
  - Miglior cast
  - Miglior colonna sonora a Hans Zimmer
  - Candidatura come Miglior attore non protagonista a Michael Fassbender
  - Candidatura come Miglior regista a Steve McQueen
  - Candidatura come Miglior montaggio a Joe Walker
  - Candidatura come Miglior fotografia a Sean Bobbitt
  - Candidatura come Miglior scenografia ad Adam Stockhausen e Alice Baker
- 2013 - Women Film Critics Circle Awards
  - Miglior attore a Chiwetel Ejiofor
  - Miglior uomo immagine in un film a Chiwetel Ejiofor
  - Premio Josephine Baker
- 2023
  - è stato selezionato per la conservazione nel National Film Registry degli Stati Uniti dalla Biblioteca del Congresso come "culturalmente, storicamente o esteticamente significativo".

## Differenze con l'autobiografia

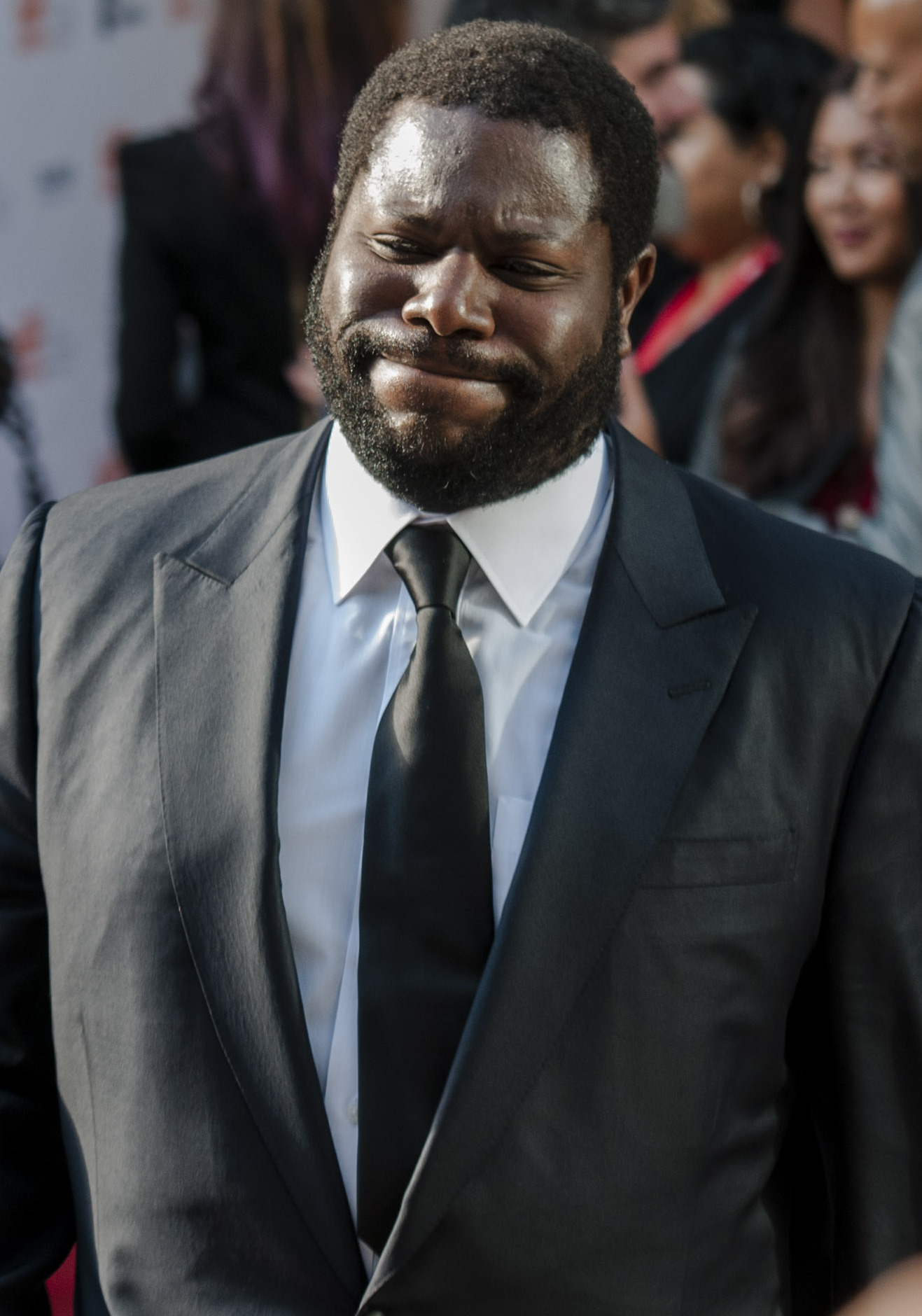
Il Regista Steve McQueen alla première di 12 Years a Slave del Toronto Film Festival nel 2013

Fra il film di Steve McQueen e l'autobiografia di Solomon vi sono alcune differenze, talune come la prima anche importanti per il loro significato ideologico sottostante al film: 
- Nel film viene omesso il fatto che Solomon Northup fosse mulatto. Lo stesso Solomon, infatti, nella sua autobiografia riporta che sua madre fosse una quadroon[8] - ovvero d'origine per un quarto africana e per tre quarti bianche/europee -, e dunque libera dalla nascita[9][10], e suo padre un liberto di colore, e persino nei suoi documenti d'imbarco per il brigantino Orleans il colore della sua pelle è indicato in "giallo"[11] (com'era d'uso al secolo qualificare in tal modo la tonalità di pelle delle persone d'origini multirazziali bianche e nere). Nel film viene impersonato invece da un attore, Chiwetel Ejiofor, figlio d'immigrati nigeriani d'etnia igbo.
- Solomon nella realtà aveva tre figli, Elizabeth, Margaret e Alonzo. Nel film la figura della figlia Elizabeth è stata del tutto rimossa.
- La scena in cui Solomon intrattiene un rapporto sessuale con un'altra schiava è stata inventata dagli sceneggiatori, non trovandosene traccia nell'autobiografia.
- Nel film non si fa menzione del fatto che a Washington, il giorno del rapimento di Solomon, si stessero svolgendo i funerali solenni del Presidente degli Stati Uniti Harrison.
- La scena sulla nave, in cui un marinaio uccide uno schiavo prigioniero, è stata inserita dagli sceneggiatori. Nell'autobiografia, infatti, non sono riportate uccisioni deliberate da parte dei mercanti di schiavi, mentre un corrispettivo di quella scena, nel libro, potrebbe trovarsi nella morte d'uno schiavo, di nome Robert, durante il viaggio in nave a causa del vaiolo.
- Nel film non si fa menzione né del fatto che lo stesso Solomon, una volta giunto a New Orleans il 24 maggio 1841, si ammalò di vaiolo, rischiando seriamente la morte, né dell'episodio sul brigantino Orleans del marinaio inglese John Manning, in cui Solomon e gli altri prigionieri idearono un ammutinamento, poi abortito proprio a causa del timore d'una possibile epidemia di vaiolo in seguito alla morte del prigioniero Robert.
- Nella sua autobiografia, racconta che Tibaut (Tibeats nel film), dopo aver tentato di impiccarlo, tenta di ucciderlo una seconda volta, provando a colpirlo con un'ascia, ma anche stavolta Northup si salva, fuggendo per alcuni giorni nelle paludi circostanti e sfuggendo così ai cani che i guardiani avevano scatenato alla sua ricerca. Nel film questo secondo tentativo di omicidio non compare. Inoltre nel film è William Ford che cede la proprietà di Solomon a Edwin Epps, mentre nell'autobiografia è Tibaut a vendere Solomon a Epps per 1 500 dollari.
- Nel film la figura di Edwin Epps è stata tratteggiata in maniera relativamente meno crudele di quanto risulti dall'autobiografia, in cui Solomon lo descriveva come un ubriacone che arrivava a frustare gli schiavi per puro divertimento.
- Nel film la schiava Patsey supplica Solomon di ucciderla per porre fine alle sue sofferenze, in quanto non ha il coraggio di suicidarsi. Ciò è del tutto assente nell'autobiografia, in cui lo stesso Solomon riportò invece di come la moglie di Epps, gelosissima per le "attenzioni" che il marito manifestava frequentemente sulla povera giovane, lo avvicinò per convincerlo ad uccidere Patsey.
- La scena in cui Patsey e Harriet Shaw (una liberta di colore sposatasi con un altro proprietario di piantagione della zona, interpretata da Alfre Woodard), sedute a un tavolino mentre sorseggiano del tè, discorrono delle dure condizioni di lavoro nei campi ed in cui quest'ultima mostra di comprendere l'ancor più dura condizione di "amante del padrone" della prima, è stata inserita dagli sceneggiatori, mentre nell'autobiografia vengono solo menzionate le conseguenze subite da Patsey al ritorno dall'incontro con Harriet. [12].
- Nel film il signor Parker, commerciante di Saratoga Springs e amico di Solomon, si reca in Louisiana per la liberazione dello schiavo rapito. Nella realtà, Solomon Northup racconta che fu l'avvocato Henry B. Northup, amico di infanzia di Solomon, a recarsi in Louisiana (su incarico ufficiale delle autorità dello Stato di New York) e a trovare materialmente lo schiavo rapito nella piantagione Epps. Nella rappresentazione cinematografica, per una precisa scelta degli sceneggiatori, la figura dell'avvocato Henry B. Northup, fondamentale per la liberazione di Solomon, non è presente.